# デンジャラス (お笑いコンビ)
デンジャラスは、太田プロダクション所属のお笑いコンビ。

## メンバー
ノッチ（1965年7月26日 - ）（59歳）
愛媛県新居浜市出身。ボケ担当。血液型A型。
安田 和博（やすだ かずひろ、1967年11月17日 - ）（57歳）
東京都西多摩郡瑞穂町出身。ツッコミ担当。血液型A型。

## 芸風
1990年代半ば、フジテレビのバラエティー番組『タモリのボキャブラ天国』で人気を博し、2009年にアメリカ合衆国大統領に就任したバラク・オバマのものまねで復活を遂げた。その名の通り、デンジャラス（危ない＝危険）なキャラをノッチが演じ、まともであるはずの安田が巻き込まれていくというナンセンスな芸風。例えば「青春、青春、そりゃ売春!」とノッチがやると間髪入れずに「このバカタレが!」と安田が突っ込むというギャグなど。
とんねるずと共演の際、二人から「あんぜんび」（ミナトッチ、モリヤッチ）と呼ばれている。
ネタ作りは基本2人で行っているが、基本的な主導権を握っているのは安田である。ノッチは自分がやりたいネタに対して、大まかなイメージや案を安田に伝え、安田は即座に台本に仕上げている。

## 経歴

### 1980年代後半 - 1990年代前半
両者共に劇団七曜日や劇団東京ヴォードヴィルショーを経て、1988年コンビを結成する。
結成当初は東京渋谷La・mamaでの「ラ・ママ新人コント大会」などを拠点にし、お笑い第三世代ブーム終盤には、期待の若手としてホンジャマカ、バカルディ（現：さまぁ〜ず）らと共にテレビやライブに出演、人気を博す。

### 1990年代
1990年代半ば、『タモリのボキャブラ天国』シリーズに出演。ノッチのキャラクターが改めて注目を集めた。両脇の下に手の平をかざし、あいさつする「ノッチです」が有名。
1995年4月からSBSラジオで放送された『デンジャラスのラジカルモンスター』にてパーソナリティーを担当。月〜金の帯番組であったが、彼らは水曜日を担当した。当時は知名度が低かったが、徐々に番組は静岡県内の中高生の注目を集め、ボキャブラ天国ブームも後押ししたことから大人気となった。番組内ではノッチが作詞作曲し歌う「“ラヴ”〜虹のかけ橋」も誕生し、SBSラジオの週間リクエストランキングで4か月間にわたり1位を獲得。通信販売限定でCD販売された。
1998年3月になるとラジカルモンスターが終了し、4月から新しい帯番組として『らじおの王様』がスタート。「デンジャラスのらじおの王様」としてリニューアルされ、2000年9月まで放送された。ゲスト出演が多かったのはX-GUNやU-turn（解散）やノンキーズ（解散）などの『ボキャブラ天国』メンバー。
この頃、一時期、ノッチ人気に煽られ解散を考えたこともあったというが、「お互い傷つけ合うのはやめよう」と和解し、さらに絆を深めた。
ノッチはロケで訪れたアメリカの空港での入国手続きの際、「I am a Japanese comedian! I am dangerous!（私は、日本のコメディアンです！私は危険です！）」と発言し、取り押さえられたことがあるとのこと（土田晃之談）。

### 2000年代前半
ノッチがひとりで缶コーヒーのワンダ・モーニングショットのCMで所ジョージと共演するなど、デンジャラスとしての露出が少ないため、「やっぱり解散?」説も流れたが、2006年新春には『人気芸人100人大集合お笑い国盗りクイズ!!芸能界誰についてく?仁義なき派閥抗争特大スペシャル!』などいくつかのバラエティ番組に出演した。
2006年1月3日にフジテレビで放送された『イマだ!タレント再生工場 「ノムさん」』にノッチが出演した際には、『ラジカルモンスター』でパーソナリティーを担当し合った元大事MANブラザーズバンドの立川俊之と同席であった。
同じ事務所の芸人との共演は多く、『爆笑そっくりものまね紅白歌合戦スペシャル』の時には竜兵会メンバーである土田晃之とよく共演する（彼とはU-turn時代から共演が続いている）。
また、2006年5月からはインターネット放送GyaOにて、先述の竜兵会をベースとした番組『竜兵会』にデンジャラス両名がレギュラー出演しており、安田はコーナー進行、番組構成も務める。

### 2010年代
2009年にアメリカでバラク・オバマが大統領に就任し、ノッチが少し似ていることから話題となった。ノッチがオバマ、安田がそのSPに扮したネタを披露している。
少しとは言うものの、オバマ本人への突撃番組（大統領選挙期間）の際、演説の最中、オバマ自身から「お前はオバマだ」と指差しで「公認そっくりさん」にされたことは、その後、本人が本当に当選してしまっただけに、その稀にみるカリスマ的運の良さから、デンジャラス復活の伝説にさえなっている。また、再ブレイクと共に恐妻家キャラも確立し、妻と共にテレビ出演をする事もある。
一方、安田はコンビの「じゃない方」としてノッチとの大きな格差が生じ、不遇な扱いを受けていた。が、最近は先輩であるダチョウ倶楽部・上島竜兵のグダグダなトークを横でフォローしたり、ついには、「上島がしゃべらんとすることを要約し、本人よりも上手く伝え」たり様々な形で上島を補佐し、「上島のブレーン」としてのキャラを確立しつつある。上島自身は「俺の座付き作家」などといったり、さまざまな番組でブレーンとして呼んでおいたりしている。また、相方のノッチがトークに弱いため、ノッチが言いたいことを上手く伝えたり、すべった時などにフォローする役目も担っている。
有吉の応援にかけつける役で最近ではサンデーナイト・ドリーマーに頻繁に出演するようになった。有吉のお気に入り先輩芸人は上島と安田となっている。

## テレビ番組
- クイズ!当たって25%（1991年10月 - 1992年3月、TBSテレビ）- 「お笑いつぼみの会」チームのメンバー
- 邦ちゃんのやまだかつてないテレビ（1991年 - 1992年、フジテレビ）- 番組末期の準レギュラー
- オールスター100人ビンゴクイズ（1991年12月30日・1992年3月23日、テレビ朝日）
- 笑売繁盛!（1991年 - 1992年、日本テレビ）
- ショージに目あり!（1992年10月4日 - 1993年9月26日、日本テレビ）
- ボキャブラ天国(キャッチコピーは2丁目からの使者→列島危険地帯)（1994年9月28日・1996年10月16日 - 1999年9月25日、フジテレビ）
- 天才てれびくん（NHK教育テレビ）
- 爆笑そっくりものまね紅白歌合戦スペシャル（1998年10月8日 - 2006年10月10日、フジテレビ）
- ダチョ・リブレ「ばっかス」（テレ朝チャンネル）
- いよっ!日本一（NHK） - レポーター
- NHK高校講座ベーシック10（2009年4月6日 - 4月17日、NHK教育）
- ○○の国の王子様（2009年4月 - 6月） - ゲスト出演
- それ行け!デンジャラス 北海道SP（2009年8月　旅チャンネル）
- 相葉雅紀の「バーテンダー大作戦」（2011年1月14日、テレビ朝日）
- はねるのトびら（2009年7月22日、フジテレビ）
- オールスター感謝祭（TBSテレビ）
- キャンパスナイトフジ（2010年1月1日、フジテレビ）
- DOORS 2009厳冬（2009年12月28日、TBSテレビ） - チームオバマ
- あけるなキケン（TBSテレビ）

## ドラマ
- 青に恋して! 〜サッカー通と4人の美女の物語〜 第2話（2002年5月14日、フジテレビ）

## 映画
- ビリィ★ザ★キッドの新しい夜明け（1986年8月1日、パルコ） - ライブの聴衆
- ゴジラ2000 ミレニアム（1999年、東宝） - 新宿のヤジ馬[2]

## OVA
- 101匹わんちゃん Go Go! ダルメシアン!!（1998年、ウォルト・ディズニー・カンパニー）- ペア・スピット（安田）、シェフ（ノッチ）※日本語吹き替え

## CM
- スターフォックス64
- サンアルピナ鹿島槍スキー場
- コンビニキャッチャーDX

## ディスコグラフィー
- “ラヴ”〜虹のかけ橋（1997年9月14日[1]）

インディーズレーベル「デンジャラスレーベル」から発売。